# Gérard Matusalem
Gérard Matusalem est un juge-arbitre de patinage de vitesse sur piste courte français.

## Biographie
Il est juge-arbitre assistant des épreuves masculines de patinage de vitesse sur piste courte aux Jeux olympiques de 1992. Il reprend le même rôle aux épreuves de patinage de vitesse sur piste courte aux Jeux olympiques de 1994. 
Aux épreuves de patinage de vitesse sur piste courte aux Jeux olympiques de 2002, il est le juge-arbitre en chef de la compétition féminine.